# Quadrastichus baldufi
Quadrastichus baldufi är en stekelart som först beskrevs av Burks 1943.  Quadrastichus baldufi ingår i släktet Quadrastichus och familjen finglanssteklar. Inga underarter finns listade i Catalogue of Life.